# Паспорт гражданина Туниса

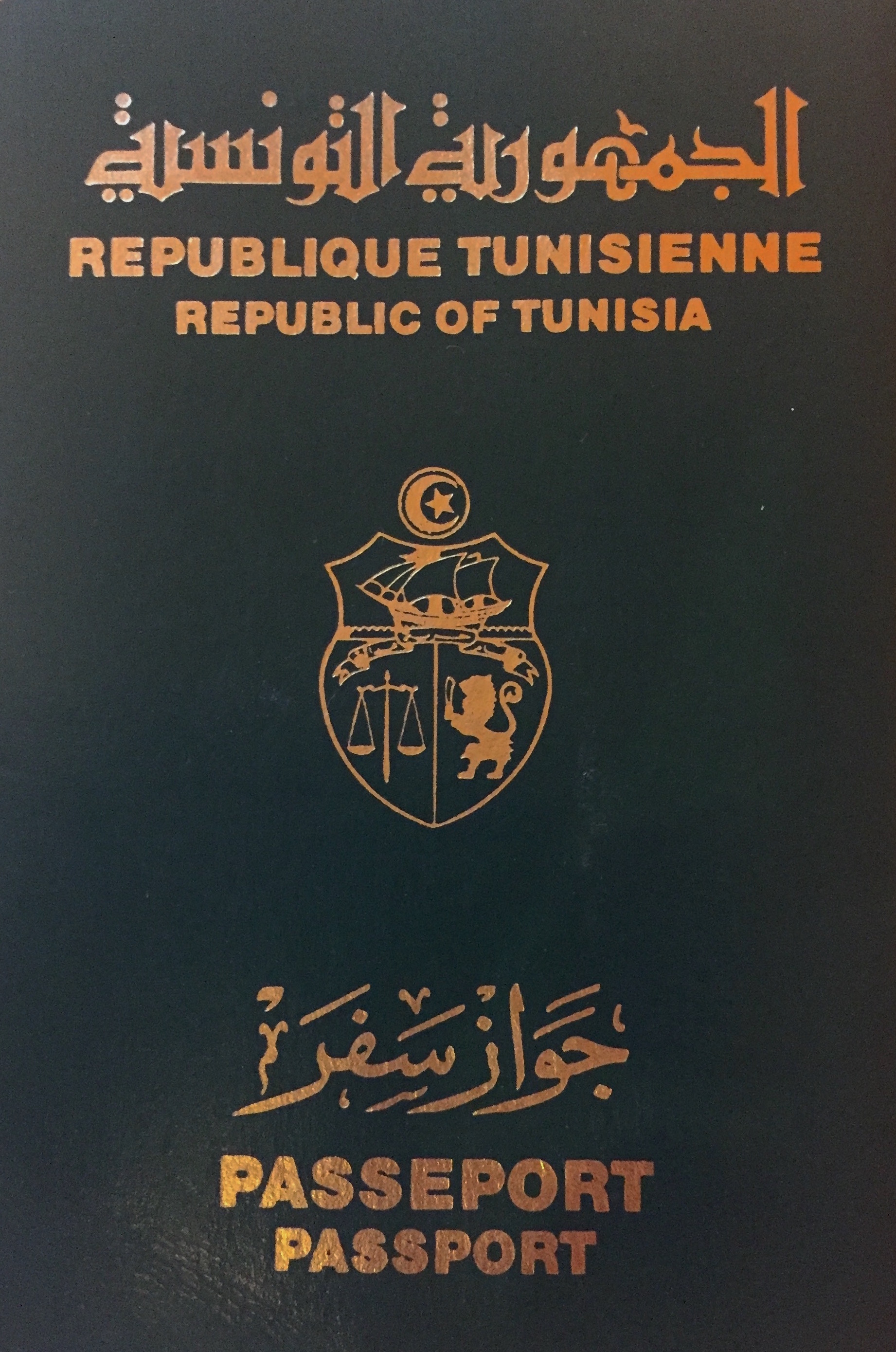

 Паспорт гражданина Туниса  используется исключительно для международных поездок.

## Виды
Существует три основных вида Тунисского паспорта:
1. Регулярный (тёмно-зелёный) — выдаётся гражданам Туниса для международных поездок, сроком на 5 лет.
2. Специальный (официальный, бордового цвета) — выдаётся тунисцам, которые путешествуют по служебным делам.
3. Дипломатический (тёмно-синий) — выдаётся тунисским дипломатам и их родственникам.

Все тунисские паспорта соответствуют стандартам ИКАО. Они содержат 32 страницы.
Первый машиночитаемый паспорт был выпущен в 2003 году.